# The Incident
The Incident är ett musikalbum från den brittiska musikgruppen Porcupine Tree, utgiven av Roadrunner Records 2009.

## Bakgrund
Konceptet till albumet växte fram efter att Wilson kört förbi en dödlig vägolycka. Han kände att han på något sätt kom i kontakt med olycksoffret.

## Mottagande
2010 utsåg kritikerna på Eclipsed The Incident till "Bästa album" 2009, och tillskrev också Porcupine Tree "Bästa konsert". "Time Flies" placerade sig på plats 5 i kategorin "Bästa sång".
Classic Rock-kritikerna röstade fram Porcupine Tree som "Best Band" och The Incident som "Album of the Year". Tillhörande tour blev röstad till plats nr 4 i sin kategori och Gavin Harrison fick en andra plats i kategorin "Best Drummer". Steven Wilson kom på plats 4 i kategorin "Best Guitarist" och blev framröstad som "Prog Icon of 2009".
Återigen blev en Porcupine Tree-sång vald till "Song of the Day" av NPR. "Drawing the Line" blev den andra sången att få utnämningen, efter "Sentimental" från Fear of a Blank Planet 2007.

## Låtlista
Alla låtar skrivna av Steven Wilson om inget annat anges.

### Disc 1
1. "Occam's Razor" – 1.55
2. "The Blind House" – 5.47
3. "Great Expectations" – 1.26
4. "Kneel and Disconnect" – 2.03
5. "Drawing the Line" – 4.43
6. "The Incident" – 5.20
7. "Your Unpleasant Family" – 1.48
8. "The Yellow Windows of the Evening Train" – 2.00
9. "Time Flies" – 11.40
10. "Degree Zero of Liberty" – 1.45
11. "Octane Twisted" (musik: Porcupine Tree) – 5.03
12. "The Seance" – 2.39
13. "Circle of Manias" (musik: Porcupine Tree) – 2.19
14. "I Drive the Hearse" – 7.21

### Disc 2
1. "Flicker" – 3.42
2. "Bonnie the Cat" – 5.45
3. "Black Dahlia" (musik: Wilson, Barbieri) – 3.40
4. "Remember Me Lover" – 7.28

## Medverkande
Musiker
- Steven Wilson – sång, piano, keyboard
- Richard Barbieri – synthesizer, keyboard
- Colin Edwin – basgitarr, kontrabas
- Gavin Harrison – trummor, percussion

Produktion
- Porcupine Tree – musikproducent
- Steve Orchard – ljudtekniker
- John Wesley – ljudtekniker (gitarrer)
- Steven Wilson – ljudmix
- Jon Astley – mastering (stereo)
- Darcy Proper – mastering (5.1)